# Tizen Association
Tizen Association — организация-консорциум, созданная в январе 2012 года при поддержке Linux Foundation. В состав консорциума входят такие компании, как Intel, Samsung, Huawei, Fujitsu, Panasonic, KT, Sprint, SK Telecom, Orange, NTT Docomo, Vodafone, LG U+ объединившие свои усилия по продвижению платформы Tizen на рынке мобильных устройств и созданию развитой экосистемы на её основе.

## История
История организации начинается 1 января 2012 года, когда консорциум LiMo Foundation был переименован в Tizen Association, была проведена реструктуризация компании и окончательно был взят курс на платформу Tizen.
Изначально в состав консорциума входила и японская компания NEC. В конце июля 2013 года NEC решила уйти с рынка смартфонов, и в конце августа 2013 года стало известно, что её место в Tizen Association занял корейский оператор связи LG U+, контролируемый LG Group.
11 ноября 2013 года на конференции Tizen Developer Summit в Сеуле было объявлено, что членами Tizen Association стали ещё 36 компаний — производители электроники и программного обеспечения, издатели игр, мобильные операторы: 11 Bit Studios, ACCESS, appbackr, AppCarousel, ArtSpark Holdings, Celsys, Citymaps, Crucial Tec, eBay, F@N Communications, Goo Technologies, Nokia HERE, HI Corporation, Igalia S.L., KeyPoint Technologies, KONAMI, Konantech, McAfee, Mobica, Monotype Imaging, Mutecsoft, Neos Corporation, NTT Data MSE, Open Mobile, Panasonic, PCPhase, Quixey, Reaktor Fusion, Sharp, Symphony Teleca, Systena, The Weather Channel, Tieto, TrendMicro, TuneIn Radio, YoYo Games.
13 февраля 2014 года Tizen Association объявила, что к партнёрской программе присоединилось ещё 15 компаний: AccuWeather, Acrodea, Baidu, CloudStreet, Cyberlightning, DynAgility, Gamevil, Inside Secure, Ixonos, Nomovok, Piceasoft, Red Bend Software, SoftBank Mobile, Sprint, ZTE.

## Продукция
Незадолго до официального основания Tizen Association организации LiMo Foundation и Linux Foundation объявили о запуске новой open-source платформы на базе Linux для широкого спектра устройств под названием Tizen.
Первые коммерческие устройства, работающие на Tizen появились в 2015 году.

## Основные участники Tizen Association
Совет директоров: Intel, Samsung, Huawei, Fujitsu, Panasonic, KT, Sprint, SK Telecom, Orange, NTT Docomo, Vodafone, LG U+.
Управляющий комитет (Technical Steering Group, TSG): Intel, Samsung
Инспекторы: Intel, Samsung, Orange, NTT Docomo